# Вікіджерела
Вікіджерела (англ. Wikisource) — це інтернет-бібліотека вільних текстових джерел у вікі, що керується Фондом Вікімедіа. Вікіджерела — це назва проєкту в цілому і назва для кожного екземпляра цього проєкту (кожен екземпляр, як правило, являє собою окрему мову); декілька Вікіджерел становлять загальний проєкт Вікіджерела. Метою проєкту є розміщення всіх форм вільного тексту багатьма мовами й перекладах. Спочатку задуманий як архів для зберігання корисних або важливих історичних текстів (його перший текст — фр. Déclaration universelle des Droits de l'Homme), він розширився і став бібліотекою загального змісту. Офіційний початок проєкту започатковано 24 листопада 2003 року під назвою англ. Project Sourceberg, гра слів з назвою знаменитого Проєкт «Гутенберг», де source в перекладі з англійської — джерело. Назва «Вікіджерела» була прийнята в тому ж році, а через сім місяців проєкт отримав власне доменне ім'я.
У проєкті зберігаються роботи, які або є суспільним надбанням, або вільно ліцензовані; професійно опубліковані роботи або історичні вихідні документи, а не аматорські матеріали; і які пройшли перевірку. Спочатку перевірка здійснювалася в автономному режимі або за допомогою довіри до надійності інших електронних бібліотек. Тепер роботи підтримуються онлайн скануванням через розширення ProofreadPage, яке забезпечує надійність і точність текстів проєкту.
Деякі окремі Вікіджерела, кожен з яких представляє певну мову, тепер дозволяють лише роботи, що мають резервні копії зі сканів. У той час як більша частина колекції — це тексти, Вікіджерела в цілому містять і інші медіа, від коміксів до фільмів і аудіокниг. Деякі Вікіджерела дозволяють створювати користувацькі анотації з урахуванням специфіки Вікіджерел, про які йде мова. Проєкт зазнав критики за недостатню достеменність, але також його цитують такі організації, як Національне управління архівів та документації.

## Історія
Початкова концепція Вікіджерел полягала в тому, щоб зберігати корисні або важливі історичні тексти. Ці тексти призначалися для підтримки статей Вікіпедії, надаючи первинність і оригінальність вихідних текстів, а також як самостійний архів. Спочатку колекція зосереджувалась на важливих історичних і культурних матеріалах, відрізняючи їх від інших цифрових архівів, таких як Проєкт Гутенберг.
Спочатку проєкт називався «Project Sourceberg» на стадії планування (гра слів для проєкту «Гутенберг»).

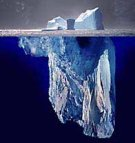
Оригінальний логотип проєкту Вікіджерела

У 2001 році в Вікіпедії виникли розбіжності з приводу додавання первинних матеріалів, що призвело до війни за їх включення або видалення. Як розв'язання цієї проблеми запропоновано проєкт Sourceberg. Описуючи пропонований проєкт, користувач The Cunctator сказав: «Для Проєкту Гутенберг це буде те ж саме, що Вікіпедія для Нюпедії», незабаром уточнивши це твердження: «ми не хочемо намагатися дублювати зусилля Проєкту Гутенберг, а навпаки, ми хочемо їх доповнити». Можливо, Project Sourceberg може в основному працювати як інтерфейс для легкого зв'язку Вікіпедії з файлом Проєкту Гутенберг, і як інтерфейс для людей, які можуть легко відправити нову роботу в ПГ". Початкові коментарі були скептичними, при цьому Ларрі Сенгер поставив під сумнів необхідність проєкту, написавши: "Важке запитання, я думаю, навіщо ми заново винаходимо колесо, коли Проєкт Гутенберг вже існує? Ми хотіли б доповнити проєкт «Гутенберг — як саме?», і Джиммі Вейлз додав: «Як і Ларрі, я зацікавлений у тому, щоб ми обміркували все і подивилися, що ми зможемо додати в проєкт „Гутенберг“. Здається малоймовірним, що першоджерела в цілому повинні бути доступні для редагування будь-ким — я маю на увазі, що Шекспір — це Шекспір, на відміну від нашого коментаря до його роботи, який є тим, чим ми хочемо, щоб він був».
Проєкт розпочав свою діяльність на ps.wikipedia.org. Учасники проєкту розуміли піддомен «PS» або як «первинні джерела», або як «Проєкт Sourceberg». Однак це призвело до того, що Проєкт Sourceberg зайняв піддомен Вікіпедії на пушту (код мови пушту по ІСО — «ps»).
Офіційний запуск Проєкту Sourceberg відбувся 24 листопада 2003 року, коли він отримав свій власний тимчасовий URL на сайті sources.wikipedia.org, а всі тексти та обговорення, розміщені на сайті ps.wikipedia.org, були перенесені за тимчасовою адресою. Голосування за назвою проєкту змінило його на Wikisource 6 грудня 2003 року. Попри зміну назви, проєкт не переходив на свій постійний URL (за адресою http://wikisource.org/ [Архівовано 17 травня 2008 у Wayback Machine.]) до 23 липня 2004.

## Логотип і слоган
Оскільки проєкт Вікіджерела спочатку називався «Project Sourceberg», його першим логотипом стала фотографія айсберга. Два голосування, проведені для вибору нового логотипу, не привели до остаточного результату, а початковий логотип залишився до 2006 року. Нарешті, з юридичних і технічних причин — тому що ліцензія на зображення не відповідала логотипу Фонду Вікімедіа, а також тому, що фотографія не могла масштабуватися належним чином — логотипом проєкту став стилізований векторний айсберг, до створення якого надихнула оригінальна фотографія.
Перше відоме використання слогана Вікіджерел — «Вільна бібліотека» — відбулося на багатомовному порталі проєкту, коли 27 серпня 2005 року його переробили на основі порталу Вікіпедії (історична версія). Як і на порталі Вікіпедії, слоган Вікіджерела з'являється навколо логотипу мовами десяти найбільших мовних розділів проєкту.
Натиснувши на центральне зображення порталу, яким є логотип айсберга в центрі й заголовок «Вікіджерела» у верхній частині сторінки, можна перейти до списку перекладів для Вікіджерел і вільної бібліотеки 60 мовами.

## Інструменти для розробки
Розширення MediaWiki під назвою ProofreadPage було розроблено для Wikisource розробником ThomasV для поліпшення перевірки транскрипцій проєктом. Воно показує зображення сторінки сканованої роботи поруч з її текстом, що дозволяє кожному редактору самостійно перевіряти точність тексту та коригувати його. Після того, як книга або інший текст просканованих, необроблені зображення можуть бути змінені за допомогою програмного забезпечення для обробки зображень, що дозволяє виправити поворот сторінок і інші проблеми. Потім відретушовані зображення можуть бути перетворені в PDF або DjVu файл і завантажені або в Вікіджерела, або в Вікісховище.

▶ Приклад: Стара ſ (для s) та інші старі написання французьких Вікіджерел
|  |  |

Ця система допомагає редакторам забезпечувати точність текстів на Вікіджерелах. Оригінальні скани завершених робіт залишаються доступними будь-якому користувачеві, так що помилки можуть бути виправлені пізніше, а читачі можуть звіряти тексти з оригіналами. ProofreadPage також дозволяє більш активно брати участь у проєкті, оскільки доступ до фізичної копії оригінальної роботи не є необхідним для того, щоб мати можливість внести свій внесок в проєкт після завантаження зображень. Таким чином, це підсилює прихильність проєкту принципам Вікімедіа, за яким кожен може внести свій вклад.
ThomasV створив і інші інструменти: коли обговорювався вибір між публікацією з анотаціями чи без, він зробив гаджет, який давав можливість запропонувати вибір між тільки текстом або текстом з анотаціями. Коли обговорювалося вибір — модернізувати або не модернізувати текст, він зробив інший гаджет, щоб модернізувати оригінальний текст тільки тоді, коли цього захочеться, так що можна було вирішити, чи будуть самі тексти оригінальними.

## Основні етапи
Впродовж двох тижнів після офіційного початку проєкту на сайті sources.wikipedia.org створено понад 1000 сторінок, з яких приблизно 200 були позначені як актуальні статті. 4 січня 2004 року Вікіджерела привітали свого 100-го зареєстрованого користувача. На початку липня 2004 роки кількість статей перевищила 2400, і зареєструвалося понад 500 користувачів. На 30 квітня 2005 року зареєстровано 2667 користувачів (включаючи 18 адміністраторів) і майже 19 000 статей. У той же день проєкт пройшов 96-тисячне редагування.
27 листопада 2005 року англійські Вікіджерела за третій місяць свого існування перетнули межу 20 000 текстових одиниць, і містили вже більше текстів, ніж весь проєкт у квітні (до переходу на мовні піддомени). 14 лютого 2008 року англійські Вікіджерела пройшли межу 100 000 текстових розділів з главою LXXIV Six Months of White House, мемуаром художника Френсіса Бікнелл Карпентера. У листопаді 2011 року пройдений рубіж у 250 000 текстових розділів. Але підрахунок був ускладнений, тому що немає чіткого визначення того, що саме являє собою текстова одиниця.
10 травня 2006 року створено перший портал Вікіджерела.

## Вміст бібліотеки
Проєкт Вікіджерела збирає і зберігає в цифровому форматі раніше опубліковані тексти, включаючи романи, немистецькі твори, листи, мови, конституційні та історичні документи, закони і ряд інших документів. Всі зібрані тексти або вільні від авторських прав, або випущені під ліцензією Creative Commons Attribution / Share-Alike License. Вітаються тексти на всіх мовах, а також переклади. В доповнення до текстів, на Вікіджерелах розміщуються такі матеріали, як комікси, фільми, записи й усні тексти. Всі тексти, що зберігаються на Вікіджерелах, повинні бути попередньо опубліковані; в проєкті не розміщуються книги «жовтої преси» або документи, випущені його авторами
Наявність просканованого джерела бажане в багатьох Вікіджерелах і необхідне в деяких. Однак більшість Вікіджерел приймають твори, розшифровані з офлайн джерел або отримані з інших електронних бібліотек. Вимога про попередню публікацію також може бути скасовано в невеликій кількості випадків, якщо твір є вихідним документом, що має істотне історичне значення. Юридична вимога про те, щоб мали ліцензію або вільні від авторських прав, залишається незмінною.
Єдиними творами, що приймаються вікіджерелами в оригіналі, є анотації й переклади.. Вікіджерела і його родинний проєкт «Вікі книги» мають можливість випускати анотовані видання текстів. У Вікіджерелах анотації доповнюють оригінальний текст, що залишається основним завданням проєкту. У Вікі-книгах же навпаки, анотації є первинними, причому вихідний текст є лише посиланням або доповненням, якщо він взагалі там є. Анотовані видання більш популярні в Вікіджерелах німецькою мовою. Проєкт також охоплює переклади текстів, що надаються його користувачами. Важливим перекладом англійського Вікі-джерела є Вікі-проєкт Біблії, призначений для створення нового, «laissez-faire» (франц. — без втручання) перекладу Біблії.

## Структура

### Мовні субдомени
Окрему івритську версію Wikisource (he.wikisource.org) було створено в серпні 2004 р. Потреба в мовному вебсайті на івриті випливала з труднощів набору та редагування івритних текстів у середовищі зліва направо (на івриті написано справа наліво). У наступні місяці працівники інших мов, включаючи німецьку, просили створення власних вікі, але грудневе голосування за створення окремих мовних доменів виявилось непереконливим. Нарешті, друге голосування, яке закінчилося 12 травня 2005 року, підтримало прийняття окремих піддоменів мови у Вікіджерелах з великим запасом, дозволяючи кожній мові розміщувати свої тексти на власній вікі.
Початкова хвиля з 14 мов була створена користувачем Brion Vibber 23 серпня 2005 року. Нові мови не включали англійську, але код en був тимчасово встановлений для переадресації на головний вебсайт (wikisource.org).
На той момент спільнота Вікіджерел шляхом масштабного проєкту з ручного сортування тисяч сторінок і категорій за мовою підготувалась до другої хвилі імпорту сторінок на місцеві вікі. 11 вересня 2005 року wikiisource.org була налаштована для включення англійської версії разом з 8 іншими мовами, які були створені рано вранці та пізно ввечері.
Ще три мови були створені 29 березня 2006 року, а потім ще одна велика хвиля з 14 мовних доменів була створена 2 червня 2006 року.. Зараз існують індивідуальні піддомени для Вікіджерел більш ніж на 60 мовах, окрім додаткових мов, розміщених на wikisource.org, який служить інкубатором чи домом для мов без власних субдоменів (31 мова зараз розміщується на місцевому рівні).

### wikisource.org
Під час переходу до мовних субдоменів спільнота просила, щоб основний вебсайт wikisource.org залишався чинною вікі, щоб служити трьом цілям:
1. Бути багатомовним координаційним сайтом для всього проєкту Wikisource усіма мовами. На практиці використання вебсайту для багатомовної координації не було важким з моменту переходу на мовні домени. Однак, у Скрипторії є певна політична діяльність, і багатомовні оновлення новин та мовних майлстоунів на таких сторінках, як Wikisource: 2007.
2. Бути домом для текстів мовам без власних субдоменів, кожна з яких має свою локальну головну сторінку для самоорганізації[21]. Як мовний інкубатор, на даний момент вікі надає притулок для понад 30 мов, які ще не мають власних мовних субдоменів. Деякі з них є дуже активними, і в них є бібліотеки з сотнями текстів (таких як есперанто і волапук), а один з тисячами (хінді).
3. Забезпечити пряму постійну підтримку місцевої спільноти вікі для динамічного багатомовного порталу на головній сторінці для користувачів, які переходять на http://wikisource.org [Архівовано 17 травня 2008 у Wayback Machine.]. Поточний портал на головній сторінці був створений 26 серпня 2005 року користувачем ThomasV, який створив його на порталі Вікіпедії.

Ідея вікі для координації проєкту, вперше реалізована у Вікіджерелах, також взяла участь в іншому проєкті Вікімедіа, а саме у Beta Wiki. Як і wikisource.org, він виконує координацію Wikiversity на всіх мовах та є мовним інкубатором. Але на відміну від Wikisource, його Головна сторінка не виконує функції багатомовного порталу (що не є вікі-сторінкою).

### Український розділ
Як свідчать записи в історії головної сторінки, проєкт Вікіджерела українською мовою на окремому субдомені uk.wikisource.org засновано 2 червня 2006. До того часу український розділ, під назвою «Вікітека», знаходився на загальному домені wikisource.org.
Перше вікіджерело Ще не вмерла Україна додано 4 червня 2006 року.
7 липня 2006 додане перше велике за обсягом джерело. Ним стала Біблія у перекладі митрополита Іларіона (Огієнка).
У серпні 2018 року українські Вікіджерела вимагали скасувати наказ Міністерства юстиції України № 2059/5 від 27 червня 2018 року, наголошуючи, що без копіювання немає інформації.
Станом на 30 січня 2020 року український розділ займає 15-те місце серед усіх мовних порталів проєкту Вікіджерела.

## Критика
Ларрі Сенгер розкритикував проєкт Вікіджерела та сестринський проєкт Вікісловник, оскільки спільний характер та технологія цих проєктів означають, що експерти їх не контролюють, а тому їхній зміст не є надійним.
Барт Д. Ерман, науковець з Нового Завіту та професор релігієзнавства в університеті Північної Кароліни на Чапел-Хілл, розкритикував проєкт англійських Вікіджерел щодо створення перекладу Біблії, створеного користувачем, кажучи: «Демократизація не обов'язково корисна для навчання» Річард Елліотт Фрідман, старозавітний вчений та професор єврейських наук університету Джорджії, виявив помилки в перекладі Книги Буття.
У 2010 році Вікімедіа Франція підписала угоду з Bibliothèque nationale de France про додавання сканів із власної цифрової бібліотеки Gallica до французьких Вікіджерел. Чотирнадцять сотень французьких текстів із публічним доступом були додані до бібліотеки Вікіджерел у результаті завантаження до Вікісховища. Очікувалось, що якість транскрипцій, попередньо автоматично створених за допомогою оптичного розпізнавання символів (OCR), буде покращена користувачами.
У 2011 році англійський Wikisource отримав багато високоякісних сканів документів від Національної адміністрації архівів та діловодства (NARA) в рамках їхніх зусиль «для підвищення доступності та видимості своїх фондів». Обробці та завантаженню до Commons цих документів, як і багатьох зображень з колекції NARA, сприяв працівник NARA, вікіпедист за посадою, Домінік Макдевітт-Паркс. Багато з цих документів були транскрибовані та вичитані спільнотою Вікіджерел і містяться як посилання у власному інтернет-каталозі Національного архіву.